# Agitated Emergence
Als Agitated Emergence oder Agitation beim Erwachen nach einer Narkose bezeichnet man ein gestörtes Aufwachverhalten nach einer Allgemeinanästhesie. Andere Ausdrücke sind: Emergence Delirium, Emergence Agitation, Emergence Excitement, Postanesthetic Excitement. Bei Kindern kann es mit der pediatric anesthesia emergence delirium scale erfasst werden.